# Каттенштедт
Каттенштедт (нем. Cattenstedt) — община в Германии, в земле Саксония-Анхальт. 
Входит в состав района Вернигероде. Подчиняется управлению Бланкенбург.  Население составляет 720 человек (на 31 декабря 2006 года). Занимает площадь 8,01 км².